# مجتمع مدني (إنجلترا)
في المملكة المتحدة، يٌشير المجتمع المدني (بالإنجليزية: Civic society)‏ إلى هيئة أو مجتمع تطوعي يهدف إلى تمثيل احتياجات المجتمع المحلي، وبعضها تأخذ أيضًا دور مجتمع الرفاهية [الإنجليزية].
قد يقوم المجتمع المدني بحملة من أجل معايير عالية لتخطيط المباني الجديدة أو مخططات المرور، والحفاظ على المباني التاريخية، وقد يقدم جوائز للمعايير الجيدة. كما قد ينظم أعضاؤها مجموعات لتنظيف القمامة أو "تنظيف القرية التي تحافظ على نظافتها العامة".

## صوت مدني
حلت منظمة سيفيك فويس (إنجلترا) [الإنجليزية] محل سيفيك ترست (إنجلترا) [الإنجليزية] السابقة لتعمل كمنظمة مظلة لعدد كبير من المجتمعات المدنية والرفاهية المحلية.